# 云南龙蜥
云南龙蜥（学名：Diploderma yunnanense）为鬣蜥科龙蜥属的爬行动物。其种加词“yunnanense”意为“云南的”。分布于印度、尼泊尔以及中国大陆云南等地，主要栖息于山区林间以及常见于山间盆地的乱石堆、耕作地边的杂草及灌木丛中。其生存的海拔范围为1400至2774米。该物种的模式产地在云南腾冲。
2020年部分中国学者建议将 Japalura 的中文名改为“龍蜥屬”，而将 Diploderma 的中文属名改名为“攀蜥屬”。故本种在有些资料中又被称为“云南攀蜥”。然而也有学者反对这种不必要的中文名变更，建议维持物种中文名的稳定性。在中国科学院昆明动物研究所研究人员主编的《中国两栖、爬行动物分类变动汇总》中也未接收该建议，仍将 Diploderma 称为“龙蜥属”。

## 保护
本种于2023年被收录入《有重要生态、科学、社会价值的陆生野生动物名录》。